# YAROMIYA
YAROMIYA (ім'я при народженні — Яромій Мар‘яна Вячеславівна, нар. 1 листопада 1989 р р., м. Сколе, Львівська область, Україна) — українська співачка, авторка пісень.

## Життєпис
Мар'яна народилася у м. Сколе Львівської області.
Навчалась у школі ЗСШ№ 2 (м. Сколе). У 2009 році закінчила Бориславський медичний коледж, факультет лікувальна справа — спеціальність фельдшер (з відзнакою).
У 2016 році закінчила Львівський національний медичний університет ім. Данила Галицького і отримала повну вищу освіту за спеціальністю «фармація» та здобула кваліфікацію провізора.
У 2017 році пройдений сертифікат спеціаліста «провізор загального профілю».
З 2022 року по сьогоднішній день — аспірантка кафедри аптечної технології ліків; здобувачка докторки філософії — Національний фармацевтичний університет Міністерства охорони здоров'я України, Харків, НФаУ.
У 2018 році по сьогоднішній день — прийнята на посаду викладача у «Комунальний заклад Львівської обласної Ради, Львівський медичний фаховий коледж післядипломної освіти».
У 2025 році закінчила ХНФаУ. 
Здобула ступінь доктора філософії з медичної галузі. Викладач Львівського медичного університету імені Данила Галицького.

## Кар'єра
З раннього дитинства Мар'яна мріяла стати співачкою. Брала участь у шкільних вокальних заходах. У студентські роки писала вірші, які досі збережені у рукописному вигляді. Вже у дорослому віці, парелельно з роботою, захоплювалась музикою та самотужки писала пісні, які згодом вирішила спробувати записувати на студії.
Перша авторська пісня — «Гітара», яку вирішила записати на студії «GLOVA RECORDS». Згодом, поступово вирішила розвивати це музичне русло та запланувала презентацію свого музичного проєкту за рік до дебюту першої пісні.

### Музика
1 червня 2022 року відбулась дебютна презентація пісні «Україна» та саме з цього почався шлях музичної кар'єри співачки. Це авторська пісня, яка народилась у перші дні повномасштабної війни.
28 червня 2022 року відбулась прем'єра пісні «Журавлі», яка несе у собі всі емоції цього часу, часу війни. Трек, який впевнено крокує у топ-чартах радіостанцій.
27 липня 2022 року відбулась прем'єра пісні «Холодно» присвячена всім захисникам нашої країни. Відео робота на цю пісню пронизана кадрами спражніх героїв, які мужньо захищають нашу країну.
24 серпня 2022 року відбулась прем'єра пісні «Тополя», покладена на рядки вірша Т. Г. Шевченка. Прем'єра пісні та кліпу відбулась саме на День Незалежності України.
30 вересня 2022 року відбулась прем'єра пісні «Чекати тебе», присвячена всім дружинам захисників з Азовсталі, які дуже чекають своїх героїв додому.
1 листопада 2022 року відбулась прем'єра пісні «Вставай країно» разом з відомим саундпродюсером Мар'яном Гловяком «GLOVA». Композиція написана для кожного українця тут чи закордоном та має на меті донести заклик — «вставай». Презентація відео та пісні відбулась у день народження співачки.
21 грудня 2022 року випустила міні-альбом колядок та таку очікувану для фанів колаборацію — дует з відомою українською співачкою Наталкою Карпою. У колядці «Во Вифлеємі» YAROMIYA та Наталка Карпа доносять до кожного з нас ті цінності, які ми маємо максимально розвивати та зберігати, ажде саме у тих традиціях наша культура.
9 лютого 2023 року відбулась прем'єра пісні «Не така» — маніфест всіх дівчат. Саме цю композицію блогери взяли за основу для тренду, який показує особливості дівчат та закликає їх бути собою. Під офіційний звук в Тік Ток відомі блогери мережі відзняли свої відео.
2 березня 2023 року разом з саундпродюсером Маряном Гловяком «GLOVA» створили ремікс на вже відому слухачам пісню «Холодно». 
Протягом 23-го року написано та випущено у світ декілька хітів, які впевнено увірвались у тренди YouTube та в чарти радіостанцій України.
На осінь 23-го року разом з командою прийняли рішення на проведення перших сольних концертів проєкту YAROMIYA, які пройшли з повним аншлагом.
15 березня 2024 року реліз пісні «Я подарую тобі Любов», яка стала візитівкою співачки та отримала ще більшу прихильність від слухачів.
5 квітня 24 року дует з виконавцем ALEKSEEV, пісня «Більш ніж друг».
24-тий рік був дуже насичений та активний у творчості артистки, було написано доволі багато хітів: «ЗБЕРЕЖИ», «СОЛОНА КАРАМЕЛЬ», «ЗАРУЧЕНА», «ДЕНЬ НАРОДЖЕННЯ», «ФІАЛКА» та інші, усі з яких набрали мільйонні перегляди у YouTube та прослуховування на музичних платформах, одна з яких ще один хіт та візитівка проєкту YAROMIYA - пісня «ПОЛИЙ СВОЇМ ВИНОМ».
Наприкінці року співачка випускає альбом новорічних, різдвяних колядок.
25-тий рік розпочався з новим релізом артистки «ТЮТЮНОВИЙ ТУМАН» та анонсом великою концертного туру по Україні. 
6 березня 25 року ще один не очікуваний дует співачки разом із співаком РОМАНОМ СКОРПІОНОМ на романтичну пісню «А МОЖЕ»

## YAROMIYA. Посилання
Instagram
YouTube
Facebook
Spotify

## ЗМІ про YAROMIYA. Джерела
YAROMIYA про Нацвідбір на Євробачення-2023
YAROMIYA присвятила пісню дружинам захисників «Азовсталі», які чекають на своїх чоловіків
Прем'єри тижня: YAROMIYA — «Не така»
До сліз: співачка YAROMIYA заспівала для військових на передовій
Співачка YAROMIYA припустила, яка пісня виграє Нацвідбір «Євробачення»
Артисти та актори вітають з Днем захисників і захисниць України
Прем'єри тижня: YAROMIYA & GLOVA — «Вставай країно»
Спецпроєкт Woman: українські зірки про рік, що минув
YAROMIYA: про дует з Наталкою Карпою, особисте життя та авторські пісні
Новий рік 2023: чи планують українські артисти відзначати зимові свята
YAROMIYA & Наталка Карпа зняли кліп на спільний трек «Во Вифлеємі»
YAROMIYA заспівала, як війна повпливала на кожну сім'ю, кожну людину
Наталка Карпа і YAROMIYA заспівали українську колядку «Во Вифлеємі»
Мотивуюча новинка присвячена ЗСУ від співачки YAROMIYA
Є Культура про нову прем'єру від YAROMIYA
6 ТРЕКІВ, ЯКІ МИ СЛУХАЛИ ЦЬОГО ТИЖНЯ: YAROMIYA «Чекати тебе»
1. ↑  Слухати всі пісні, треки, музику Yaromiya безкоштовно на ТопХіт. tophit.com (ua) . Процитовано 6 березня 2025.